# Mr. Big (amerykański zespół muzyczny)
Mr. Big – amerykański zespół rockowy utworzony w 1988.

## Historia
Mr. Big połączył dwa popularne trendy muzyczne sceny rockowej lat 80.: hard rock, skupiając się na melodiach i przyjaznych słuchaczowi refrenach, oraz imponującą biegłość techniczną znaną jako shredding. Początków zespołu można szukać w momencie gdy basista Billy Sheehan opuścił zespół Davida Lee Rotha w 1988. Natychmiast po tym Sheehan rozpoczął kompletowanie nowego składu z pomocą Mike’a Varneya ze Shrapnel Records.
Menedżerem zespołu został były menedżer Journey i Santany – Herbie Herbert, a w jego skład weszli gitarzysta Paul Gilbert (ex-Racer X), perkusista Pat Torpey i wokalista Eric Martin. W 1989 nowo założony kwartet podpisał kontrakt z Atlantic Records, w wyniku którego wydano debiutancki album Mr. Big. Albumowi nie udało się dotrzeć do słuchaczy w USA, jednak odniósł spory sukces w Japonii.
Przełom nastąpił w 1991 wraz z drugim albumem, Lean Into It. Znalazły się na nim dwie ballady które zapewniły zespołowi sukces komercyjny: „To Be With You” i „Just Take My Heart”, a także piosenki rockowe takie jak „Green-Tinted Sixties Mind”.
Kolejne wydawnictwa Bump Ahead w 1993 oraz Hey Man w 1996 nie powtórzyły sukcesu Lean Into It w USA. Natomiast w Japonii zespół nadal wyprzedawał swoje koncerty, a także wydał kilka płyt koncertowych na japońskim rynku.
W 1997 Paul Gilbert opuścił zespół, aby zająć się karierą solową i reaktywować Racer X. Jego miejsce zajął Richie Kotzen, były gitarzysta Poison. W nowym składzie wydano dwa albumy: Get Over It w 2000 oraz Actual Size w 2001.
Napięcia w zespole pomiędzy Billym Sheehanem a pozostałymi członkami doprowadziły do upadku grupy. Kontrakt z wytwórnią na kolejny tour po Japonii został dopełniony w formie trasy pożegnalnej. Zespół rozpadł się w 2002, a wszyscy członkowie zajęli się innymi projektami muzycznymi. Reaktywowany w 2009 roku w oryginalnym składzie. W 2010 roku ukazał się siódmy album studyjny zespołu zatytułowany What if...

## Dyskografia

### Albumy studyjne
| 1989                           | Mr. Big - Data: 27 czerwca 1989 - Wydawca: Atlantic Records                | 46  | –  | –  | –  | –   | 32 | 60 | 22 |                         |
| 1991                           | Lean Into It - Data: 26 marca 1991 - Wydawca: Atlantic Records             | 15  | 9  | 3  | 3  | –   | 13 | 28 | 6  | - RIAA: platynowa płyta |
| 1993                           | Bump Ahead - Data: 21 września 1993 - Wydawca: Atlantic Records            | 82  | 39 | 16 | 22 | –   | 36 | 61 | 4  |                         |
| 1996                           | Hey Man - Data: 12 marca 1996 - Wydawca: Atlantic Records                  | –   | 74 | 48 | –  | –   | –  | –  | 1  |                         |
| 2000                           | Get Over It - Data: 21 marca 2000 - Wydawca: Atlantic Records              | –   | –  | –  | –  | –   | –  | –  | 5  |                         |
| 2001                           | Actual Size - Data: 8 sierpnia 2001 - Wydawca: Atlantic Records            | –   | –  | –  | –  | –   | –  | –  | 5  |                         |
| 2010                           | What If... - Data: 15 grudnia 2010 - Wydawca: WHD/Victor/Frontiers         | –   | 50 | 36 | 71 | 171 | –  | –  | 7  |                         |
| 2014                           | ...The Stories We Could Tell - Data: 30 września 2014 - Wydawca: Frontiers | 158 | 93 | 51 | –  | –   | –  | –  | 6  |                         |
| 2017                           | Defying Gravity - Data: 7 lipca 2017 - Wydawca: Frontiers                  |     |    |    |    |     |    |    |    |                         |
| 2024                           | Ten - Data: 12 lipca 2024 - Wydawca: Frontiers                             |     |    |    |    |     |    |    |    |                         |
| „–” pozycja nie była notowana. |                                                                            |     |    |    |    |     |    |    |    |                         |

### Albumy koncertowe
| 1990                           | Raw Like Sushi - Data: 1990 - Wydawca: Atlantic Records                  | –  | 32 |
| 1992                           | Mr. Big Live - Data: 1992 - Wydawca: Atlantic Records                    | 37 | 45 |
| 1992                           | Raw Like Sushi II - Data: 1992 - Wydawca: Atlantic Records               | –  | 8  |
| 1994                           | Japandemonium: Raw Like Sushi 3 - Data: 1994 - Wydawca: Atlantic Records | –  | 11 |
| 1996                           | Channel V at the Hard Rock Live - Data: 1996 - Wydawca: Atlantic Records | –  | 32 |
| 1997                           | Live at Budokan - Data: 10 listopada 1997 - Wydawca: Atlantic Records    | –  | 50 |
| 2002                           | In Japan - Data: 28 maja 2002 - Wydawca: Atlantic Records                | –  | 12 |
| „–” pozycja nie była notowana. |                                                                          |    |    |

### Kompilacje
| 1996                           | Big Bigger Biggest: Greatest Hits - Data: 1996 - Wydawca: Atlantic Records | 2  |
| 2000                           | Deep Cuts - Data: 14 sierpnia 2000 - Wydawca: Atlantic Records             | 12 |
| 2004                           | Greatest Hits - Data: 25 maja 2004 - Wydawca: Atlantic Records             | 70 |
| „–” pozycja nie była notowana. |                                                                            |    |

### Single
| Rok                            | Tytuł                       | Pozycja na liście | Pozycja na liście | Pozycja na liście | Pozycja na liście | Pozycja na liście | Pozycja na liście | Pozycja na liście | Album        |
| Rok                            | Tytuł                       | USA               | DEU               | AUT               | CHE               | JPN               | GBR               | LP3               | Album        |
| ------------------------------ | --------------------------- | ----------------- | ----------------- | ----------------- | ----------------- | ----------------- | ----------------- | ----------------- | ------------ |
| 1989                           | „Addicted to That Rush”     | –                 | –                 | –                 | –                 | –                 | –                 | –                 | Mr. Big      |
| 1991                           | „Green-Tinted Sixties Mind” | –                 | –                 | –                 | –                 | –                 | 72                | –                 | Lean into It |
| 1991                           | „To Be With You”            | 1                 | 1                 | 1                 | 1                 | –                 | 3                 | 5                 | Lean into It |
| 1992                           | „Just Take My Heart”        | 16                | 29                | –                 | 20                | 68                | 26                | 21                | Lean into It |
| 1993                           | „Wild World”                | 27                | 24                | 7                 | 7                 | 40                | 59                | 2                 | Bump Ahead   |
| 1994                           | „Ain’t Seen Love Like That” | 83                | –                 | –                 | –                 | –                 | –                 | –                 | Bump Ahead   |
| 1996                           | „Take Cover”                | –                 | –                 | –                 | –                 | –                 | –                 | –                 | Hey Man      |
| 2000                           | „Superfantastic”            | –                 | –                 | –                 | –                 | 97                | –                 | –                 | Get Over It  |
| 2000                           | „Static”                    | –                 | –                 | –                 | –                 | 66                | –                 | –                 | Get Over It  |
| 2000                           | „Where Are They Now”        | –                 | –                 | –                 | –                 | 47                | –                 | –                 | –            |
| 2001                           | „Shine”                     | –                 | –                 | –                 | –                 | 1                 | –                 | –                 | Actual Size  |
| 2001                           | „Arrow”                     | –                 | –                 | –                 | –                 | 42                | –                 | –                 | Actual Size  |
| „–” pozycja nie była notowana. |                             |                   |                   |                   |                   |                   |                   |                   |              |